# Rzymskie łaźnie w Għajn Tuffieħa
Rzymskie łaźnie w Għajn Tuffieħa zostały odkryte w roku 1929 podczas rządowych prac, mających na celu zabezpieczenie źródła świeżej wody na tym terenie. To właśnie źródło, lub jemu podobne, może być wyjaśnieniem, dlaczego łaźnie, potrzebujące stałego przepływu dużej ilości wody, zostały zbudowane w Għajn Tuffieħa.

## Stanowisko

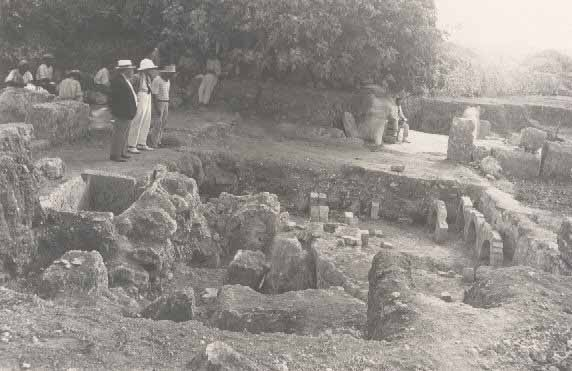
Wykopaliska w latach 1930.

Stanowisko archeologiczne, jedno z wielu odkrywanych pod nadzorem sir Temistoklesa Zammita, składa się z kilku pomieszczeń. Reprezentują one pełny skład, spotykany w innych rzymskich łaźniach, w tym tepidarium, frigidarium oraz caldarium. 
Jest tam również latryna oraz korytarz łączący małe pokoje, które są zazwyczaj interpretowane jako przebieralnie lub sypialnie. Jest rzeczą możliwą, że pomieszczenia te służyły jako sypialnie dla osób odwiedzających łaźnie, gdyż nie mogą one być łączone z żadnymi pozostałościami mieszkalnymi z tego okresu.
Wszystkie pokoje dekorowane są misternymi mozaikami z kolorowego marmuru i kamieni, ułożonymi w geometryczne wzory. Dla odmiany, korytarz i latryny wyłożone są ceramicznymi płytkami w kształcie rombów o długości mniejszej niż 10 centymetrów.

## Działania zachowawcze

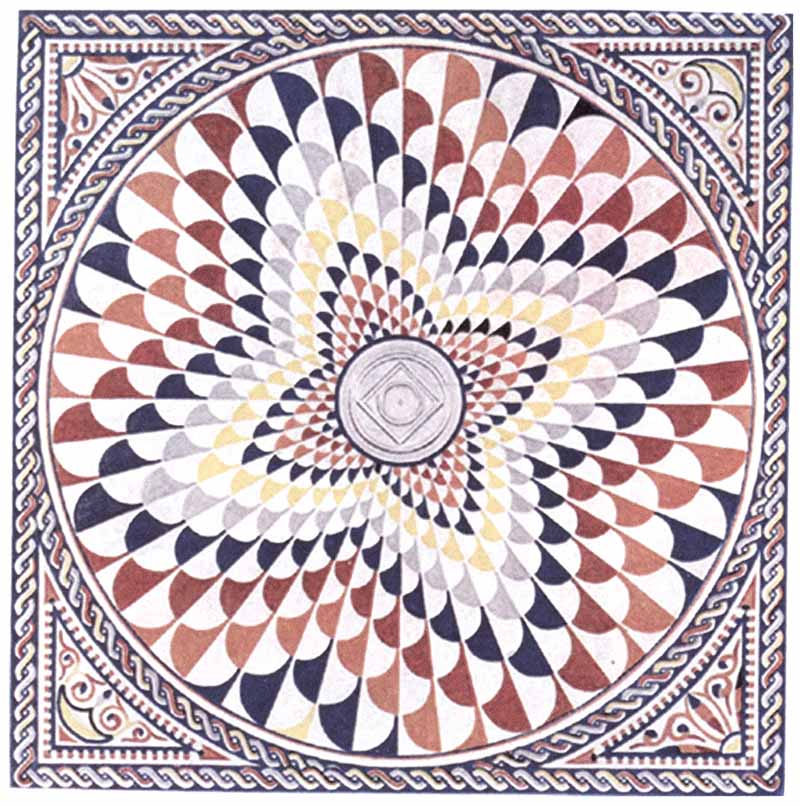
Mozaika podłogowa znaleziona w centrum wykopalisk

W roku 1961 mozaiki poddane zostały odnowieniu, sponsorowanemu przez UNESCO, oraz zbudowane zostały pomieszczenia w celu osłaniania i ochrony pozostałości. Stanowisko również w minionych latach otrzymało pomoc od UNESCO, w ramach "Malta Mosaic Project", w sporządzeniu map mozaik i chodników w Għajn Tuffieha oraz Domvs Romana. Analizy tych map zaowocowały sporządzeniem dokładnego planu konserwatorskiego, który zostanie wprowadzony w życie w nadchodzących latach.
Europejski Fundusz Rolny na rzecz Rozwoju Obszarów Wiejskich przekazał fundusze na opracowanie planów oraz konserwację stanowiska, jako część "2007 Rural Development Programme for Malta". Fundusze te pomogą zbudować zaplecze dla gości i otworzyć stanowisko do zwiedzania.
Pozostałości wpisane są na listę National Inventory of the Cultural Property of the Maltese Islands.